# وليام تشابمان هيويتسون
كان وليام تشابمان هيويتسون (9 يناير 1806، نيوكاسل أبون تاين - 28 مايو 1878، منتزه أواتلاندز، ساري) عالمًا طبيعيًا بريطانيًا. كان هيويتسون جامعًا ثريًا، وقد كرّس حياته بشكل خاص لجمع نصفيات الأجنحة (الخنافس) وحرشفيات الأجنحة (الفراشات والعث) وأيضًا أعشاش الطيور وبيضها. كانت لديه مجموعه من الفراشات، التي جمعها بنفسه وأخرى أشترائها من المسافرين في جميع أنحاء العالم، وكانت هذه الهواية واحدة من أكبر أهتماماته وقد أخذت حيز كبير من وقته. ساهم في ونشر العديد من الأعمال في علم الحشرات وعلم الطيور وكان رسامًا علميًا بارعًا.